# Oliarus adonis
Oliarus adonis är en insektsart som beskrevs av Ronald Gordon Fennah 1958. Oliarus adonis ingår i släktet Oliarus och familjen kilstritar. Inga underarter finns listade i Catalogue of Life.